# Turmhügel Niederbayerbach
Der Turmhügel Niederbayerbach ist eine abgegangene frühmittelalterlich Turmhügelburg (Motte) im nordöstlichen Bereich von Niederbayerbach, einem Gemeindeteil der niederbayerischen Gemeinde Neufraunhofen im Landkreis Landshut. Die Anlage wird als Bodendenkmal unter der Aktennummer D-2-7639-0002 als „Turmhügel des Mittelalters“ geführt.

## Beschreibung
Der Turmhügel Niederbayerbach liegt oberhalb des Lernerbachs, eines linken Zuflusses zur Großen Vils. Die Weiheranlage besteht aus einem fünf Meter breiten Graben, der eine rechteckige Insel von 17 × 20 m umschließt. Die Insel wird als Gemüsegarten genutzt und ist durch einen Holzsteg von Süden her zugänglich. Ziegel von einem einstigen Gebäude auf der Insel sind an den Grabenböschungen zu finden.